# Georg Witting
Christoffer Georg Witting, född 25 november 1655 i Livland, död 8 februari 1739 i Fjärås socken, Hallands län, var en svensk överste och tecknare.
Han var son till överfiskalen Georg Casper Witting och gift första gången 1685 med Christina Elisabet Wernle och andra gången från 1712 med friherrinnan Anna Ranck. Witting började som volontär vid fortifikationen och avslutade sin militära karriär som överste och chef för Skaraborgs regemente. Han adlades 1683 och var kommendant på Älvsborgs fästning 1701–1709. Som dåtidens militärer var han en kunnig tecknare och har bland annat utfört en teckning med en Interiör från Nya Älvsborgs kyrka som numera ingår i Göteborgs historiska museums samling.